# 王應璧
王應璧（1513年—？），字賓之，號東圖，山東東昌府聊城縣人，民籍，明朝政治人物。

## 生平
嘉靖十三年（1534年）甲午科山東鄉試第三十八名舉人。嘉靖二十九年（1550年）中式庚戌科會試第二百六名，三甲第三十七名進士。歷官兵部武选司郎中、鳳陽府知府。

## 家族
曾祖王義；祖父王鑑，訓導 贈監察御史；父王祿，福建鹽運使、進階嘉議大夫。母李氏（贈孺人）；繼母朱氏（封孺人）；继母許氏。永感下。